# Amalrico II di Lusignano
Amalrico di Lusignano, anche noto come Amalrico I di Cipro e Amalrico II di Gerusalemme (Poitou, 1144 circa – Acri, 1º aprile 1205), fu re di Cipro (1194-1205) e re di Gerusalemme (1197-1205).

## Biografia

### Infanzia

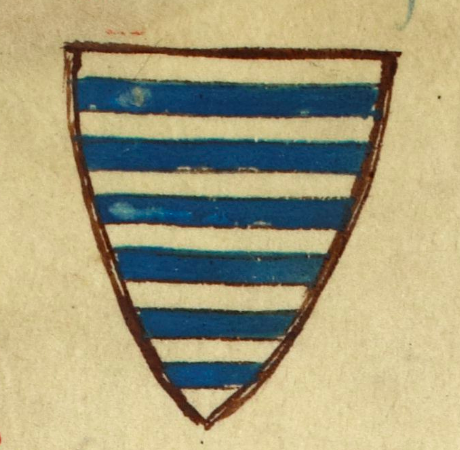
Lo stemma dei Lusignano nellHistoria anglorum

Secondo la Chronica Albrici Monachi Trium Fontium, Amalrico era fratello di Ugo il Bruno di Lusignano, Goffredo e Guido, Re di Gerusalemme, ed il loro padre era il Signore di Lusignano, Ugo VIII, detto il Vecchio o il Bruno ("le Vieux ou le Brun") e della moglie, sorella del visconte di Thouars, Bourgogne o Burgundia di Rançon († 1169), dama di Fontenay, figlia del visconte di Thouars Goffredo di Rançon e Falsifie, dama di Moncontour.
Secondo il documento n° CCLXVIII del Chartes et documents pour servir à l'histoire de l'abbaye de Saint-Maixent, vol 1, datato 1118, Ugo VIII, detto il Vecchio o il Bruno era figlio primogenito del settimo Signore di Lusignano, Ugo VII, detto il Bruno (le Brun) e si potrebbe intendere di Sarracina di Lezay (circa 1067- 1143/1144 anno in cui non viene più citata nei documenti).
Secondo lo storico delle Crociate, Guglielmo di Tiro, che fu arcivescovo della città di Tiro, nell'odierno Libano, nella sua Historia rerum in partibus transmarinis gestarum, suo padre, Ugo il Vecchio (Hugo de Liniziaco senior), nel 1163, dopo aver associato il figlio primogenito, Ugo, alla conduzione della signoria,si recò in pellegrinaggio in Terra Santa assieme a Goffredo Martello, fratello del conte d'Angoulême, Guglielmo VI, ed in quello stesso anno si unì alle truppe che difendevano con successo la contea di Tripoli dagli attacchi di Norandino.
Secondo lo storico britannico, Peter W. Edbury, nel suo The Kingdom of Cyprus and the Crusades, 1191-1374, Amalrico, nel 1168, si ribellò al suo feudatario, il re d'Inghilterra e conte di Poitiers, Enrico II, e non molto tempo dopo raggiunse la Palestina.
Nel 1174 risultava già un suddito del giovane re di Gerusalemme, Baldovino IV; secondo i cronisti del tredicesimo secolo, Amalrico era stato riscattato dal re di Gerusalemme, Amalrico I, quando si trovava prigioniero in Damasco.
Comunque, il 13 dicembre 1174, Amalrico (Aimericus de Lisenian) fu testimone di una donazione del re Baldovino IV (Balduinus IV rex Hierosolymitanus), come da documento n° 518 del Regesta Regni Hierosolymitani 1097-1291 dello storico tedesco Gustav Reinhold Röhricht.

### Primo matrimonio

Stemma del casato degli Ibelin

La sua prima moglie, sposata nel 1174, come conferma il Recueil des historiens des croisades. Historiens occidentaux. Tome second fu Eschiva di Ibelin (c. 1160 - Cipro 1197), figlia di Baldovino di Ibelin e la sua prima moglie Richilde de Bethsan o Bessan; la paternità di Eschiva viene confermata anche da Les familles d'outre-merche definisce Baldovino, signore di Rama; anche nella Histoire de l'île de Chypre sous le règne des princes de la maison de Lusignan, volume 3, Amalrico cita la moglie, Eschiva ancora in vita, nel settembre 1195.

### Conestabile del regno latino di Gerusalemme

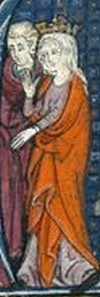
Agnese di Courtenay

Amalrico fu al servizio di Agnese di Courtenay, moglie di Reginaldo di Sidone e madre del re Baldovino IV di Gerusalemme; la Chronique d'Ernoul et de Bernard le Trésorier sospetta che i due fossero amanti. Amalrico fu nominato da Baldovino IV, consenziente la madre, Agnese, Conestabile del regno latino di Gerusalemme subito tra il 1179 ed il 1180; 
suo fratello Guido, con l'aiuto di Amalrico, nel 1180, ottenne la mano di Sibilla, figlia di Amalrico I e sorella ed erede di Baldovino IV, vedova, da circa tre anni di Guglielmo "Spadalunga" degli Aleramici e madre del Baldovino, che succederà allo zio, Baldovino IV, come Baldovino V; e, nel 1186, dopo la morte di Baldovino IV e Baldovino V, Sibilla fu incoronata regina, e Guido, il fratello di Amalrico, re di Gerusalemme, che guidò il regno con poca perizia, appoggiando Reginaldo di Chatillon a rompere la tregua col Saladino sino alla disastrosa battaglia di Hattin del 1187.

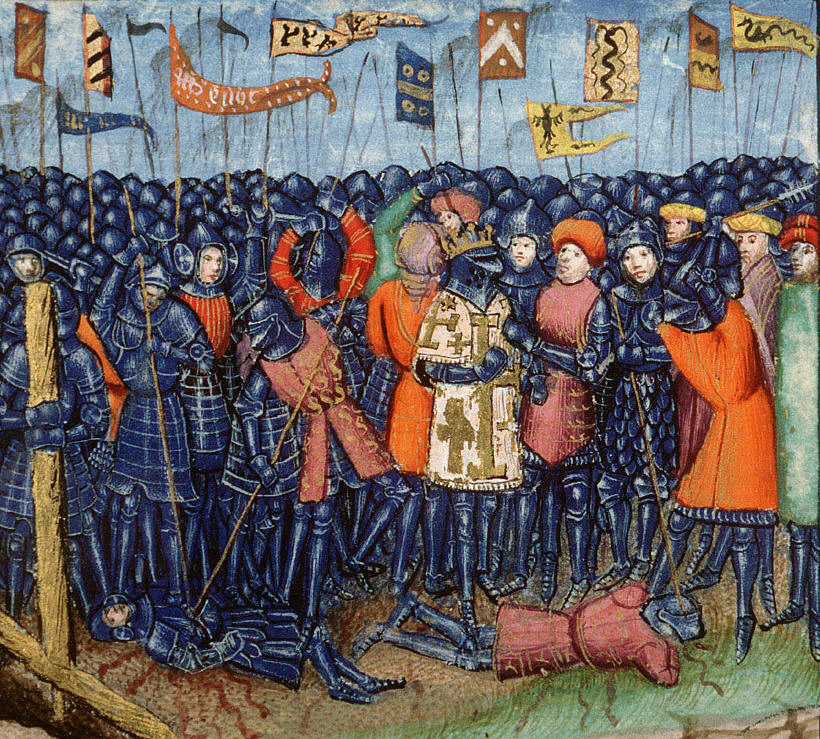
Guido di Lusignano e i suoi uomini nella Battaglia di Hattin

Amalrico e suo fratello Guido furono tra i cavalieri catturati dopo la battaglia di Hattin, poi liberati l'anno successivo, nel 1188.
Secondo Peter W. Edbury, nel 1192, Amalrico appoggiò la ribellione dei Pisani a Tiro, durante la lotta che contrapponeva suo fratello Guido, non più accettato come re consorte, dopo la morte della moglie, Sibilla, avvenuta nel 1190, alla nuova regina, Isabella di Gerusalemme, sorella di Sibilla e il suo terzo marito, Enrico II di Champagne, che fece arrestare Amalrico e lo destituì da Conestabile del regno latino di Gerusalemme.

### Re di Cipro

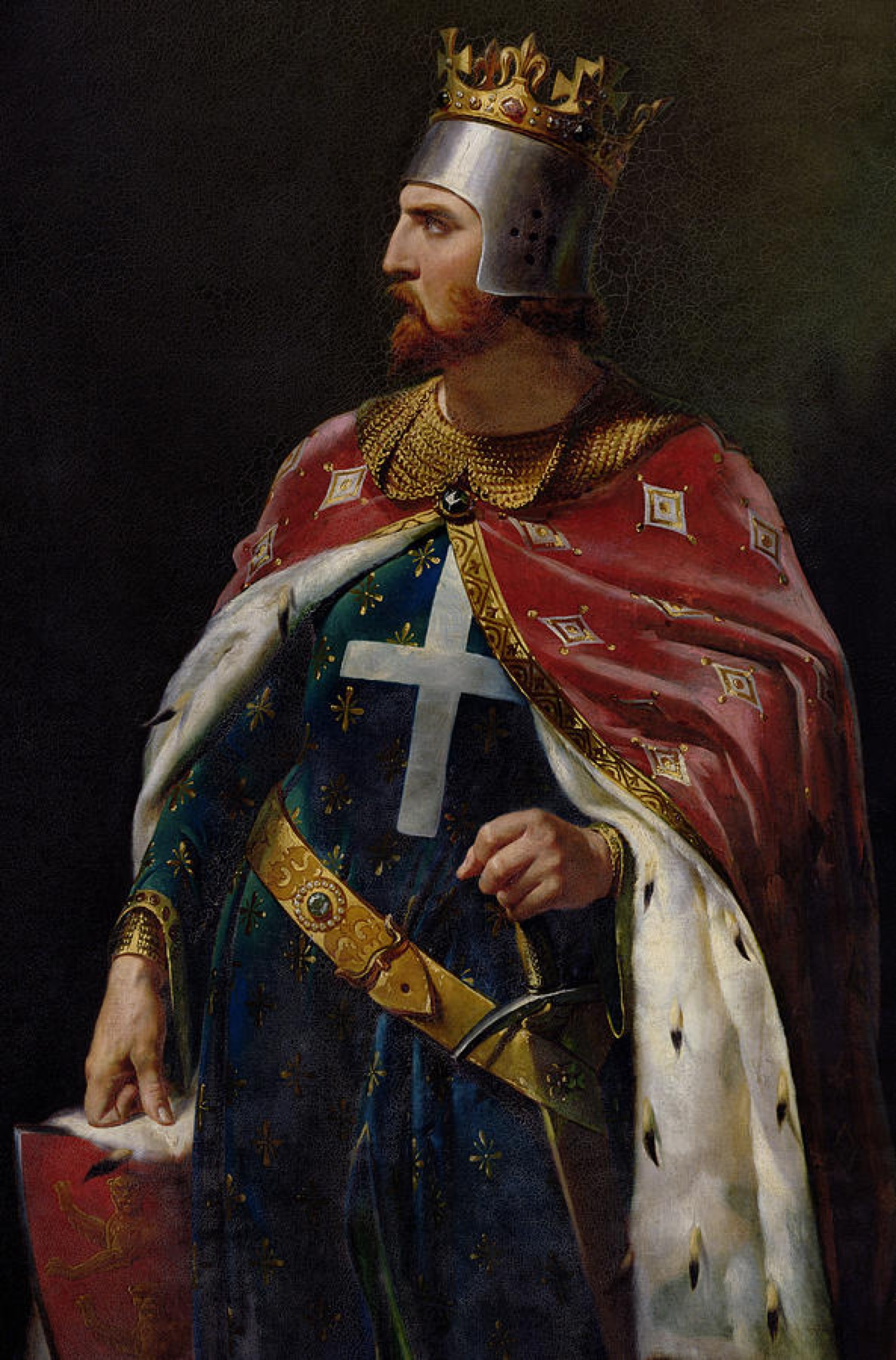
Riccardo I d'Inghilterra, in un ritratto 1841 realizzato da Merry-Joseph Blondel.

Il re d'Inghilterra, Riccardo Cuor di Leone, al comando della terza crociata, che dapprima sosteneva le pretese di Guido, dopo che Isabella aveva sposato suo nipote, Enrico II di Champagne, riconobbe anche lui la nuova regina, e, nel 1192, per indennizzare Guido gli vendette l'isola di Cipro, che aveva conquistato, nel maggio dell'anno precedente, per cui, Amalrico seguì il fratello Guido, nuovo Signore di Cipro.
Guido aveva designato come suo successore a Cipro un terzo fratello, Goffredo, che aveva partecipato alla terza crociata; ma quest'ultimo, tra il 1192 ed il 1193, preferì rientrare nel Poitou, per cui Amalrico divenne l'erede di Guido, che non aveva discendenza.
Nel 1194, alla morte di Guido, Amalrico divenne signore di Cipro.
Tra il 1195 ed il 1196, con l'approvazione di papa Celestino III, Amalrico organizzò la chiesa latina a Cipro, con un arcivescovo a Nicosia e tre vescovi a Limassol, Pafo e Famagosta, molto probabilmente perché aspirava ad essere incoronato re e non si fidava della chiesa greca; la documentazione dei vari messaggi scambiati tra Amalrico e Celestino III sono contenuti nella Histoire de l'île de Chypre sous le règne des princes de la maison de Lusignan, volume 3.

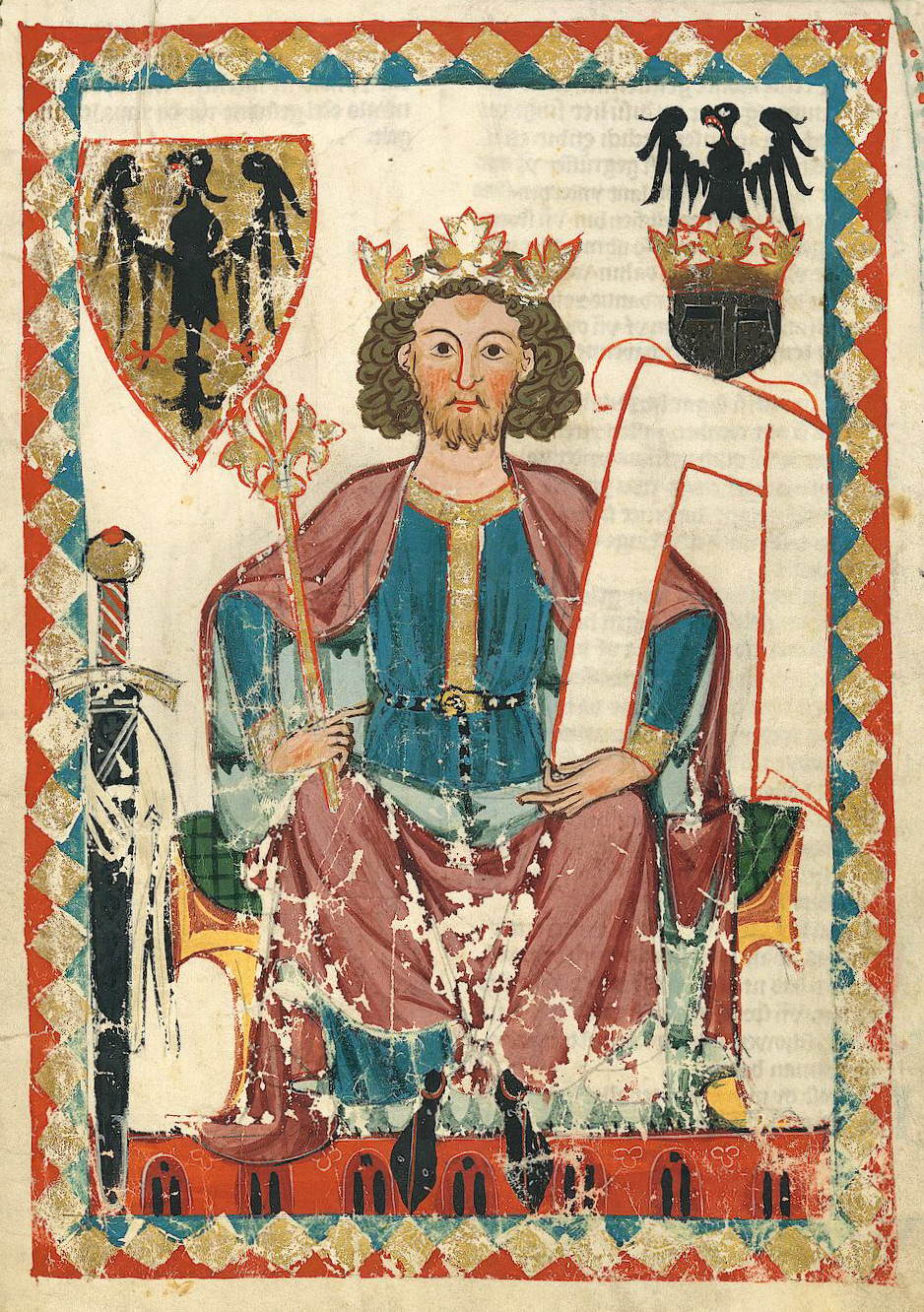
Ritratto di Enrico VI di Svevia
(dal Codex Manesse)

Nel 1196, Amalrico inviò un ambasciatore all'imperatore, Enrico VI di Svevia, che si apprestava a partecipare alla terza crociata, proponendogli di crearlo re di Cipro, vassallo del Sacro romano impero, che gli avrebbe garantito un'alleanza contro un eventuale attacco da parte dell'Impero bizantino, al ritorno dell'ambasciatore Amalrico fu proclamato re di Cipro (Amalrico I di Cipro) e fu incoronato a Nicosia il 22 settembre 1197, da Corrado di Querfurt, vescovo di Hildesheim, cancelliere dell'imperatore.
La morte di Enrico VI, in quello stesso anno, e la conseguente guerra civile all'interno del sacro romano impero, privò Amalrico del potenziale alleato per combattere i Bizantini, ma fu compensata dal riavvicinamento al regno di Gerusalemme, essendosi riconciliato con Enrico II di Champagne, che era venuto in visita a Cipro, e conclusasi con un patto matrimoniale che prevedeva che i tre figli maschi di Amalrico avrebbero sposato le tre figlie di Enrico e Isabella di Gerusalemme.

### Secondo matrimonio

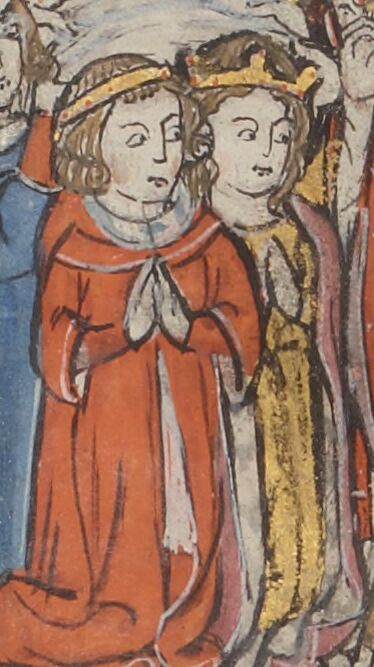
Dettaglio di una miniatura del XIII secolo raffigurante Isabella di Gerusalemme (in giallo)

Enrico II di Champagne morì in quello stesso anno (1197); ancora secondo Edbury, Enrico morì ad Acri nel settembre 1197 per un incidente, a causa del cedimento di una ringhiera che lo fece precipitare da una finestra; secondo gli Obituaires de Sens Tome I.1, Eglise cathédrale de Sens, Obituaire du xiii siècle, Enrico (Henricus comes Campanie) morì il 6 settembre (September VIII Idus) del 1197.
A Isabella, figlia di Amalrico I di Gerusalemme, costretta a divorziare dal primo marito, Umfredo IV di Toron, e poi già vedova di Corrado di Monferrato e di Enrico II di Champagne, bisognava dare un nuovo marito, e tra i vari candidati vi fu anche Amalrico, vedovo della prima moglie Eschiva dall'inverno di quello stesso anno; Amalrico fu prescelto quasi all'unanimità, sposò Isabella e divenne re di Gerusalemme jure uxoris.

### Re di Gerusalemme

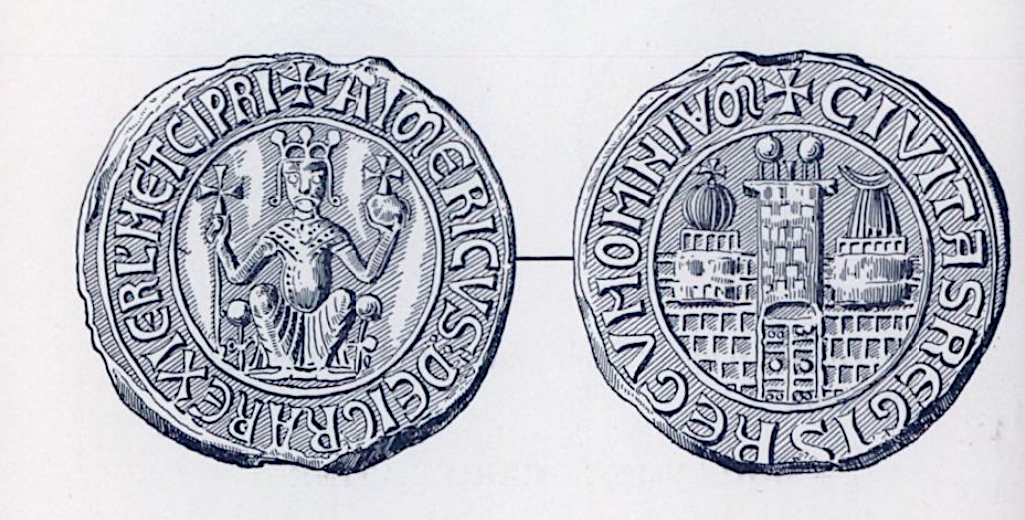
Amalrico II, re di Gerusalemme

Amalrico fu incoronato a Acri nel mese di gennaio 1198, e, con i suoi cavalieri giunti da Cipro si unì ai crociati tedeschi, fu conquistata Beirut e fu posto l'assedio al castello di Toron; ma quando giunse la notizia della morte dell'imperatore, Enrico VI, i crociati tedeschi abbandonarono l'assedio si ritirarono e fecero ritorno nei loro feudi, si accordò col fratello e successore del Saladino, il Sultano ayyubide d'Egitto al-Malik al-ʿĀdil Sayf al-Dīn (Safedino), riuscendo, in quello stesso anno a procurarsi una tregua di cinque anni con i musulmani, a causa della lotta tra i fratelli di Saladino e i suoi figli per l'eredità dei suoi territori.
La tregua venne disturbata da ripetuti attacchi da entrambi i lati, e Amalrico riuscì a riprendere agli arabi le città di Beirut e Jubayl; ma, quando la IV crociata si diresse a Costantinopoli anziché in Siria, preferì mantenere un atteggiamento prudente con i musulmani, rinnovando per altri sei anni la tregua con al-Malik al-ʿĀdil Sayf al-Dīn; la quarta crociata arrecò solo danni alla causa dei cristiani in oriente.
Sotto il regno di Amalrico si ebbe qualche recupero territoriale lungo la costa.
Uno dei primi atti compiuti da Amalrico (Aymericus per Dei gratiam Jerusalem Latinorum rex nonus et rex Cypri), col consenso della moglie, Isabella (Ysabelis uxoris mee, illustris quamdam regis Amalrici filia), nell'ottobre 1198 fu di garantire i diritti alla città di Marsiglia per gli aiuti ricevuti.
Nel 1201, Amalrico (Aymericus Dei gratia Latinorum Jerusalem rex nonus et rex Cipri) fece una donazione alla chiesa del Santo Sepolcro, come da documento n° 177 del Cartulaire de l'Église du Saint-Sepulcre de Jérusalem.
Quando tra il 1202 ed il 1203, una parte dei cavalieri che avevano aderito alla quarta crociata, giunse a San Giovanni d'Acri, per riprendere le ostilità contro i Saraceni, furono convinti da Amalrico a rispettare la tregua, per cui si avviarono verso Antiochia, per mettersi al servizio del Principe, Boemondo IV d'Antiochia

### Morte

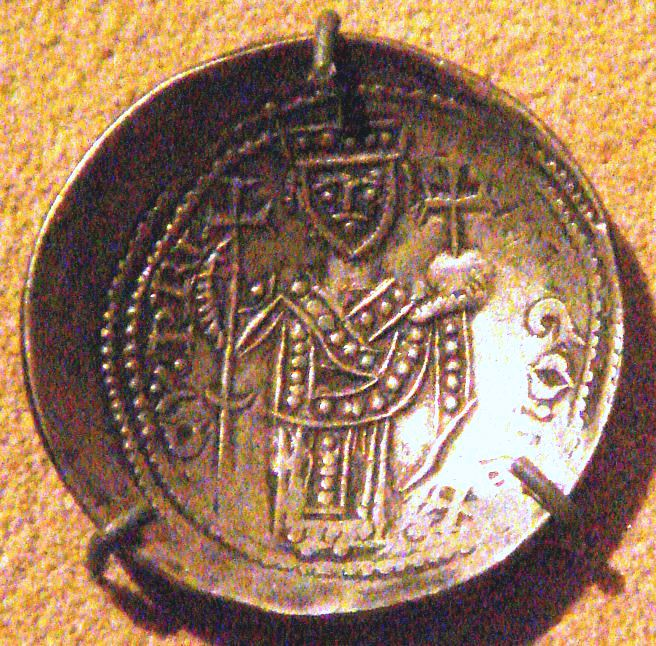
Ugo I di Cipro su un bisante

Amalrico morì di dissenteria, presumibilmente provocata da muggine avariato (o forse avvelenato), a San Giovanni d'Acri il 1º aprile 1205, subito dopo il suo figlio Amalrico e quattro giorni prima di sua moglie, Isabella; la Chronique d'Ernoul et de Bernard le Trésorier riporta la morte di entrambi i regnanti (li rois Haimeris fu mors), mentre il Regesta Regni Hierosolymitani 1097-1291, riporta la morte di Amalrico, a Haifa, il primo aprile circa due mesi dopo il figlio ultimogenito, anche lui di nome Amalrico.
Amalrico venne sepolto nella Cattedrale di Santa Sofia a Nicosia. Il regno di Cipro passò a suo figlio Ugo, nato dal suo primo matrimonio con Eschiva d'Ibelin, mentre il regno di Gerusalemme passò a Maria di Monferrato, figlia di Isabella I e del suo secondo marito, Corrado di Monferrato, sotto la reggenza di un suo zio (fratellastro di sua madre), Giovanni di Ibelin; questa successione viene confermata sia dalla Chronique d'Ernoul et de Bernard le Trésorier, che dal Regesta Regni Hierosolymitani 1097-1291.

## Discendenza
Amalrico e Eschiva di Ibelin, sua prima moglie, ebbero sei figli:
1. Borgogna (1178 c. - 1210 c.), sposata a Gualtiero de Montfaucon (ucciso nella battaglia di Satalia, 20 giugno 1212), reggenti del trono di Cipro durante la minor età di Ugo I[35];
2. Guido ( † prima del 1205), che era stato fidanzato con Maria di Gerusalemme, figlia di Enrico II di Champagne e di Isabella, regina di Gerusalemme[36];
3. Giovanni ( † prima del 1205), che era stato fidanzato con Alice di Gerusalemme, figlia di Enrico II di Champagne e di Isabella, regina di Gerusalemme[36];
4. Eloisa o Elvis (1190 c.- 1217 c.), sposata (1205) a Eudes de Dampierre-sur-Salon, signore di Chargey-le-Grey; divorziata nel 1210, sposò nel 1210 Raimondo Rupeno di Antiochia[36];
5. Ugo (c. 1194 - 1218), Re di Cipro[37];
6. Alice ( † prima del 1205), morta giovane[36].

Dal suo secondo matrimonio con Isabella di Gerusalemme nacquero tre figli:
1. Sibilla (ottobre-novembre 1198 - 1230 o 1252), che sposò il re Leone II d'Armenia[38];
2. Melisenda (1200 c.- 1250 c.), sposò nel 1218 Boemondo IV di Antiochia[38];
3. Amalrico (1201 - Acri 1205)[38].

## Ascendenza
|                          |                      |                      | Genitori             |  |  | Nonni |  |  | Bisnonni            |  |  | Trisnonni          |  |
|                          |                      |                      |                      |  |  |       |  |  | Ugo VI di Lusignano |  |  | Ugo V di Lusignano |  |
|                          |                      |                      |                      |  |  |       |  |  | Ugo VI di Lusignano |  |  | Ugo V di Lusignano |  |
|                          |                      | Almodis de La Marche |                      |  |  |       |  |  | Ugo VI di Lusignano |  |  |                    |  |
| Ugo VII di Lusignano     |                      |                      |                      |  |  |       |  |  | Ugo VI di Lusignano |  |  |                    |  |
|                          |                      | Ildegarda di Thouars | Amaury IV de Thouars |  |  |       |  |  |                     |  |  |                    |  |
|                          |                      | Ildegarda di Thouars | Amaury IV de Thouars |  |  |       |  |  |                     |  |  |                    |  |
|                          |                      | Ildegarda di Thouars | Amelina              |  |  |       |  |  |                     |  |  |                    |  |
| Ugo VIII di Lusignano    |                      | Ildegarda di Thouars |                      |  |  |       |  |  |                     |  |  |                    |  |
|                          |                      |                      |                      |  |  |       |  |  |                     |  |  |                    |  |
|                          |                      |                      |                      |  |  |       |  |  |                     |  |  |                    |  |
|                          |                      |                      |                      |  |  |       |  |  |                     |  |  |                    |  |
| Sarracina de Lezay       |                      |                      |                      |  |  |       |  |  |                     |  |  |                    |  |
|                          |                      |                      |                      |  |  |       |  |  |                     |  |  |                    |  |
|                          |                      |                      |                      |  |  |       |  |  |                     |  |  |                    |  |
|                          |                      |                      |                      |  |  |       |  |  |                     |  |  |                    |  |
| Amalrico II di Lusignano |                      |                      |                      |  |  |       |  |  |                     |  |  |                    |  |
|                          | Amaury III de Rançon | Géraud de Rançon     |                      |  |  |       |  |  |                     |  |  |                    |  |
|                          | Amaury III de Rançon | Géraud de Rançon     |                      |  |  |       |  |  |                     |  |  |                    |  |
|                          | Amaury III de Rançon | Ermengarda           |                      |  |  |       |  |  |                     |  |  |                    |  |
| Geoffroy de Rançon       | Amaury III de Rançon |                      |                      |  |  |       |  |  |                     |  |  |                    |  |
|                          |                      | Burgonde de Craon    | Robert de Nevers     |  |  |       |  |  |                     |  |  |                    |  |
|                          |                      | Burgonde de Craon    | Robert de Nevers     |  |  |       |  |  |                     |  |  |                    |  |
|                          |                      | Burgonde de Craon    | Avoise de Sablé      |  |  |       |  |  |                     |  |  |                    |  |
| Bourgogne de Rançon      |                      | Burgonde de Craon    |                      |  |  |       |  |  |                     |  |  |                    |  |
|                          |                      | Pierre de Moncontour |                      |  |  |       |  |  |                     |  |  |                    |  |
|                          |                      |                      |                      |  |  |       |  |  |                     |  |  |                    |  |
|                          |                      |                      |                      |  |  |       |  |  |                     |  |  |                    |  |
| Fossilia de Moncontour   |                      |                      |                      |  |  |       |  |  |                     |  |  |                    |  |
|                          |                      |                      |                      |  |  |       |  |  |                     |  |  |                    |  |
|                          |                      |                      |                      |  |  |       |  |  |                     |  |  |                    |  |
|                          |                      |                      |                      |  |  |       |  |  |                     |  |  |                    |  |
|                          |                      |                      |                      |  |  |       |  |  |                     |  |  |                    |  |

### Fonti primarie
- (LA)  Chartes et documents pour servir à l'histoire de l'abbaye de Saint-Maixent, vol 1.
- (LA)  Historia rerum in partibus transmarinis gestarum, liber XIX.
- (LA)  Monumenta Germaniae Historica, Scriptores, tomus XXIII.
- (LA)  Obituaires de la province de Sens. Tome I.
- (LA)  Histoire de l'île de Chypre sous le règne des princes de la maison de Lusignan, volume 2.
- (LA)  Histoire de l'île de Chypre sous le règne des princes de la maison de Lusignan, volume 3.
- (LA)  Cartulaire de l'Église du Saint-Sepulcre de Jérusalem.
- (LA)  Regesta Regni Hierosolymitani 1097-1291.
- (FR)  Recueil des historiens des croisades. Historiens occidentaux. Tome second.

### Letteratura storiografica
- Charles Lethbridge Kingsford, "Il regno di Gerusalemme, 1099-1291", vol. IV, cap. XXI, in «Storia del mondo medievale», 1999, pp. 757–782.
- (EN)  The Lusignan family in the 11th & 12th centuries.
- (EN)  The Kingdom of Cyprus and the Crusades, 1191-1374.
- (FR)  Chronique d'Ernoul et de Bernard le Trésorier.
- (FR)  Les familles d'outre-mer.
- (EN)  Ulwencreutz's The Royal Families in Europe V.